# Röddinge
Röddinge är kyrkbyn i Röddinge socken och en småort i Sjöbo kommun i Skåne län.
Röddinge kyrka ligger här.

## Personligheter
- Lasse i Lyby, (1815-1899), spelman